# Apertura Anderssen
|       |       |       |       |       |       |       |       |       |  |
|       | a8 rd | b8 nd | c8 bd | d8 qd | e8 kd | f8 bd | g8 nd | h8 rd |  |
| a7 pd | b7 pd | c7 pd | d7 pd | e7 pd | f7 pd | g7 pd | h7 pd |       |  |
| a6    | b6    | c6    | d6    | e6    | f6    | g6    | h6    |       |  |
| a5    | b5    | c5    | d5    | e5    | f5    | g5    | h5    |       |  |
| a4    | b4    | c4    | d4    | e4    | f4    | g4    | h4    |       |  |
| a3 pl | b3    | c3    | d3    | e3    | f3    | g3    | h3    |       |  |
| a2    | b2 pl | c2 pl | d2 pl | e2 pl | f2 pl | g2 pl | h2 pl |       |  |
| a1 rl | b1 nl | c1 bl | d1 ql | e1 kl | f1 bl | g1 nl | h1 rl |       |  |
|       |       |       |       |       |       |       |       |       |  |

La  Apertura Anderssen (ECO A00) es una extravagancia que no consigue nada. Está fuera de todos los principios de la apertura. El jugador de nivel que entra en este esquema es un jugador de ataque que se sabe muy superior a su rival y le hará la vida imposible más adelante. De momento le regala un tiempo, y hasta dos, porque a a3 le sigue h3, que además, son intercambiables. Lo mejor es no ponerse nervioso y jugar con lógica. El negro debe tener presente que le atacará con los principios de la Escuela hipermoderna de ajedrez, es decir, atacando el centro desde los flancos, así que debe preocuparse por sostener bien el centro. Es posible encontrarse en esquemas como estos cuando se juegan partidas relámpago. El ajedrecista Adolf Anderssen intentó popularizarla en el siglo XIX y hasta jugó varios partidos de campeonato con esta apertura, sin embargo nunca se popularizó, ya que es una apertura muy débil. 
Línea principal
1.a3